# ستيوارت بيل (متزلج فني)
ستيوارت بيل (بالإنجليزية: Stuart Bell)‏ هو متزلج فني بريطاني، ولد في 21 مارس 1975.